# Serra del Calze
La Serra del Calze és una serra situada al municipi de la Jonquera a la comarca de l'Alt Empordà, amb una elevació màxima de 778 metres.